# 基幹道路 (スイス)

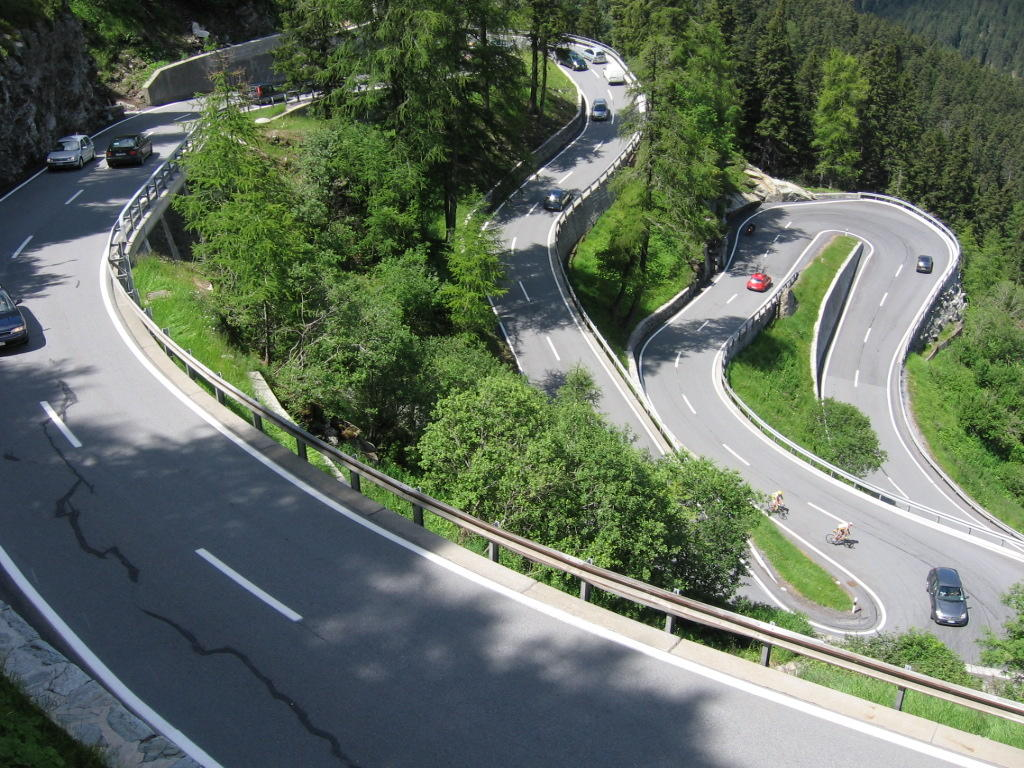
3号線（マローヤ峠）

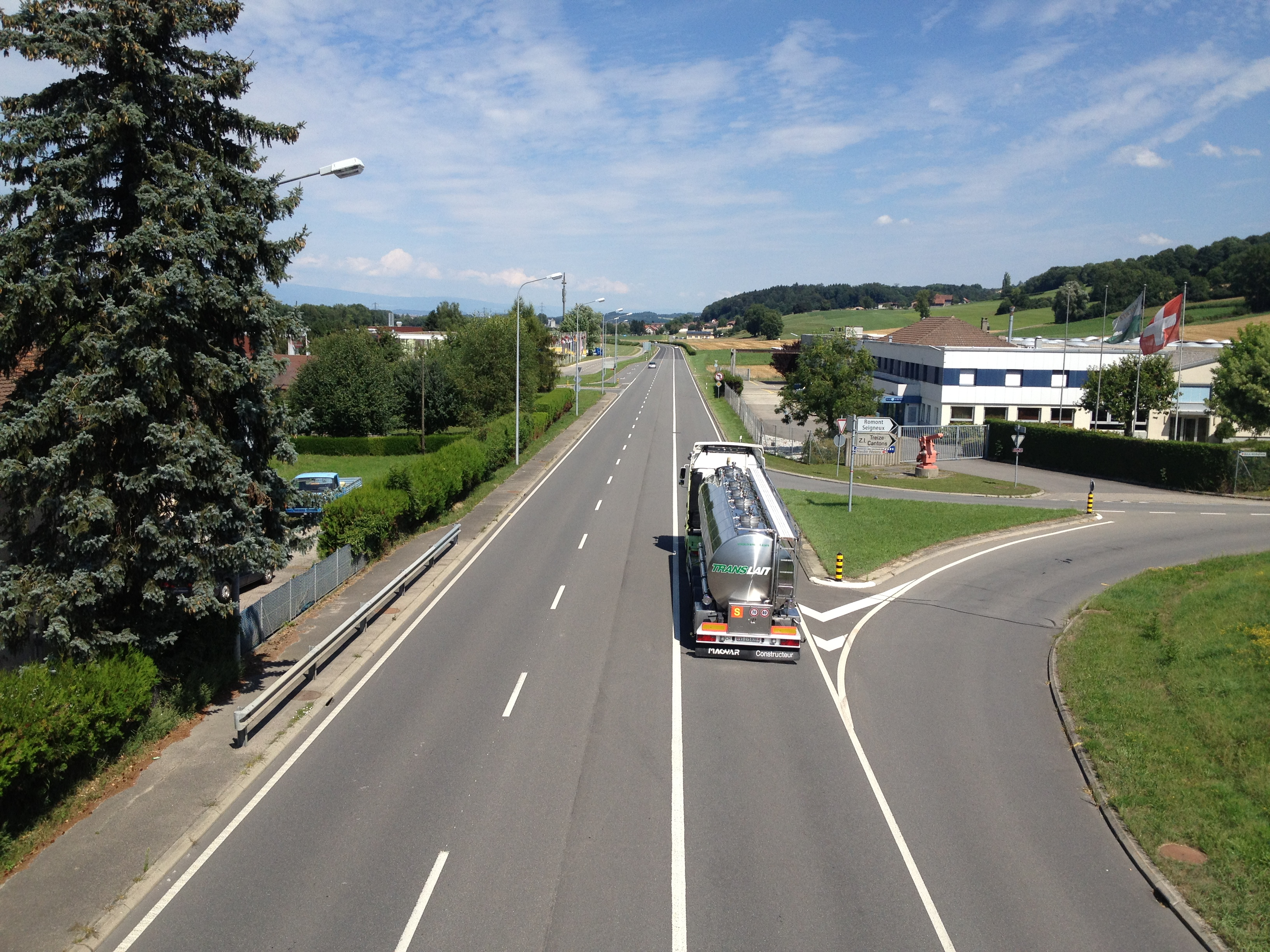
1号線

スイスの基幹道路（ドイツ語: Hauptstrasse）について説明する。 

## 概要
スイス及びリヒテンシュタインでは優先通行道路として基幹道路が定められている。ほとんどが方面ごとに車線分離されていない。主要道路は常に舗装されており、案内標識や地名標識といった標識は青地に定められている。それぞれに番号が振り分けられており、特に主要な路線は「Nummerntafeln für Hauptstrassen」と呼ばれている案内標識で表示されている。リヒテンシュタインにも対応する規定が存在するが、適用はされていない。
スイスでは連邦参事会が各州ごとに聴聞を行った上で基幹道路を指定する。一方リヒテンシュタインでは、政府が決定する。

## 定義
「Hauptstrasse」という用語は各国の道路交通法に倣っている。 基幹道路には二級道路（ドイツ語版）よりも広い通行優先権が与えられている。基幹道路は連邦、州（カントン）および基礎自治体によって管理されており、州道（Kantonsstrassen（ドイツ語版））と区別される。  後者は州が所有しており、高速道路（Autobahn/Autostrasse）または二級道路と重複することもある。 

## 標識

交通標識の例
地名標識は青地に白文字（スイス）
地名標識は青地に白文字（リヒテンシュタイン）
基幹道路から高速道路への接続は緑で表示される。
案内標識
幹線道路の始点
幹線道路の終点
基幹道路の案内標識（ Nummerntafeln für Hauptstrassen ）

## 路線番号
1937年1月26日、基幹道路の路線番号付けに関する連邦参事会の決議が可決された。155号まで番号が割り当てられたが、48号から60号には欠番が設けられた。それ以降改訂のたびに、路線は延長及び変更され、時には新たに指定された。これまでの最高数は191で、48号が割り振られた。 
1970年9月2日、「主要道路に関する連邦参事会決議」が行われ、それ以前の路線番号が大きく改訂された。基幹道路の本数は1号から30号に2aと2bを加えた30本にまで減らされた。ただし基幹道路1号線〜20号線、25号線、27号線〜29号線の路線はほとんど変わらなかった（11号線と20号線は番号を交換した）。それ以降は今日まで、経路のわずかな変更をのぞいてほとんど変更されていない。 

## 主要な路線
案内標識（Nummerntafeln für Hauptstrassen）の付けられた主要な路線の一覧。
- 1号線 - ペルリーからクロイツリンゲン
- 2号線 - バーゼルからキアッソ
  -  2a号線 - ダグマーセレンからルツェルン
  -  2b号線 - キュスナハトからインゲンボール
- 3号線 - バーゼルからカスタセーニャ
- 4号線 - バーゲンからマイリンゲン
- 5号線 - ローザンヌからコブレンツ
- 6号線 - ボンクールからグレッチ
- 7号線 - バーゼルからザンクト・マルグレーテン
- 8号線 - ザンクト・ガレンからインゲンボール
- 9号線 - バロルブからゴンドー
- 10号線 - レ・ヴェリエールからルツェルン
- 11号線 - ヴィオナからヴァッセン
- 12号線 - ヴヴェイからバーゼル
- 13号線 - トラザーディンゲンからブリッサゴ
- 14号線 - シュライトハイムからローマンスホルン
- 15号線 - タインゲンからラッパースヴィール
- 16号線 - テーガーヴィレンからブフス
- 17号線 - ライプシュタットからアルトドルフ
- 18号線 - ラ・ショー＝ド＝フォンからビルスフェルデン
- 19号線 - ブリックからライヒェナウ
- 20号線 - ル・ロックルからヌーシャテル
- 21号線 - サン・ジャンゴルフからグラン・サン・ベルナール
- 22号線 - ムルテンからヘルツォーゲンブーフゼー
- 23号線 - キルヒベルクからアーラウ
- 24号線 - ズールゼーからフリック
- 25号線 - レンツブルクからアルト
- 26号線 - ヴィルデックからエメン
- 27号線 - シルヴァプラーナからヴィナディ
- 28号線 - ラントクワルトからミュスタイア
- 29号線 - サメーダンからカンポコローニョ
- 30号線 - ラ・シブールからバルシュタール